# Bruno Schlokat
Willy Bruno Ewald Schlokat (* 23. Juni 1898 in Sprakten; † 14. September 1993 in Elmshorn) war ein deutscher Speerwerfer.
Bei den Olympischen Spielen 1928 in Amsterdam wurde er Fünfter mit 63,40 m.
1928 wurde er Deutscher Meister. Seine persönliche Bestleistung von 64,60 m stellte er am 18. September 1927 in Oslo auf.
Bruno Schlokat startete für den SC Preußen Insterburg.